# 海老塚 (浜松市)
海老塚（えびつか）は、静岡県浜松市中央区の町名。一丁目及び二丁目が設置されているが、住居表示されずに旧来の「海老塚町」のままとなっている区域も、北西部および南部に多少存在する。

## 地理
浜松市中央区東部に位置する。北西で（海老塚町を経て）南西側から順に成子町・塩町・鍛冶町、北東で砂山町、東で寺島町、南で（海老塚町を経て）浅田町、西で上浅田と接する。浜松駅から南西方向に徒歩で5-10分程度の場所になる。

## 歴史
浜松鉄道病院が存在した。昭和34年頃から昭和39年頃。
浜松ホトニクス創業時（1950年代）に、この町に本社・工場が存在した。
昭和49年には住居表示が行なわれた。
- 2007年4月1日 - 浜松市が政令指定都市へ移行した際、中区の一部となる。
- 2024年1月1日 - 浜松市の行政区再編により、中央区の一部となる。

## 世帯数と人口
2018年（平成30年）12月1日現在の世帯数と人口は以下の通りである。
| 町丁・丁目   | 世帯数    | 人口    |
| ------------ | --------- | ------- |
| 海老塚町     | 115世帯   | 202人   |
| 海老塚一丁目 | 702世帯   | 1,159人 |
| 海老塚二丁目 | 749世帯   | 1,337人 |
| 計           | 1,566世帯 | 2,698人 |

## 小・中学校の学区
市立小・中学校に通う場合、学区は以下の通りとなる。
| 町丁・丁目   | 番・番地等 | 小学校             | 中学校             |
| ------------ | ---------- | ------------------ | ------------------ |
| 海老塚町     | 全域       | 浜松市立双葉小学校 | 浜松市立江西中学校 |
| 海老塚一丁目 | 全域       | 浜松市立双葉小学校 | 浜松市立江西中学校 |
| 海老塚二丁目 | 全域       | 浜松市立双葉小学校 | 浜松市立江西中学校 |

## 施設
- 佐鳴予備校浜松本社・浜松本部校
- 浜松市立双葉小学校（旧・浜松市立南小学校）
- 浜松市南部協働センター・体育館
- 浜松市立南図書館
- 鹿嶋神社

## その他

### 日本郵便
- 郵便番号は以下の通りである[7]。

| 町丁・丁目   | 郵便番号 | 集配局       |
| ------------ | -------- | ------------ |
| 海老塚町     | 432-8032 | 浜松西郵便局 |
| 海老塚一丁目 | 432-8033 | 浜松西郵便局 |
| 海老塚二丁目 | 432-8033 | 浜松西郵便局 |

### 警察
警察の管轄は以下の通りである。
| 町丁・丁目   | 番・番地等 | 警察署         | 交番・駐在所 |
| ------------ | ---------- | -------------- | ------------ |
| 海老塚町     | 全域       | 浜松中央警察署 | 南部交番     |
| 海老塚一丁目 | 全域       | 浜松中央警察署 | 南部交番     |
| 海老塚二丁目 | 全域       | 浜松中央警察署 | 南部交番     |